# Forces terrestres libanaises
 (avril 2015).
Si vous disposez d'ouvrages ou d'articles de référence ou si vous connaissez des sites web de qualité traitant du thème abordé ici, merci de compléter l'article en donnant les références utiles à sa vérifiabilité et en les liant à la section « Notes et références ».
Les forces terrestres libanaises sont la composante terrestre des forces armées libanaises, c'est-à-dire la composante de l'armée libanaise combattant principalement au sol.

## Grade
Les Officiers Généraux:
```
-Général
```

```
-Général de Division
```

```
-Général de Brigade
```

Les Officiers Supérieurs:
```
-Colonel
```

```
-Lieutenant Colonel
```

```
-Commandant
```

Les Officiers Subalternes:
```
-Capitaine
```

```
-Lieutenant
```

```
-Sous Lieutenant
```

Les sous-officiers:
```
-Aspirant chef
```

```
-Aspirant
```

```
-Adjudant chef
```

```
-Adjudant
```

```
-Sergent Chef
```

```
-Sergent
```

Les Hommes du Rang:
```
-Caporal chef
```

```
-Caporal
```

```
-Soldat
```

```
-Elève officier troisième année
```

```
-Elève officier deuxième année
```

```
-Elève officier première année
```

## Équipement

### Pistolet
|                   | Origine  | Versions | Photos |
| ----------------- | -------- | -------- | ------ |
| Browning Hi-Power | Belgique |          |        |
| P-64 CZAK         | Pologne  |          |        |

### Fusil d'assaut
|                      | Origine    | Versions   | Photos |
| -------------------- | ---------- | ---------- | ------ |
| M4 carbine,          | États-Unis | SOPMOD     |        |
| M16,                 | États-Unis | A1, A2, A4 |        |
| AK-74                | Russie     |            |        |
| AK-47                | Russie     |            |        |
| FAMAS                | France     |            |        |
| Heckler & Koch G36   | Allemagne  | C3         |        |
| Heckler & Koch HK416 | Allemagne  |            |        |
| Heckler & Koch G3    | Allemagne  |            |        |
| IG SG 540            | Suisse     |            |        |
| FN FAL               | Belgique   |            |        |

### Fusil Sniper
|                       | Origine    | Versions | Photos |
| --------------------- | ---------- | -------- | ------ |
| Barrett M82           | États-Unis |          |        |
| M24                   | États-Unis |          |        |
| Dragunov sniper rifle | Russie     |          |        |
| Steyr SSG 69 (en)     | Austria    |          |        |
| LR2                   | China      | 144 Pcs  |        |

### Pistolets-mitrailleurs
|                    | Origine   | Versions | Photos |
| ------------------ | --------- | -------- | ------ |
| Heckler & Koch MP5 | Allemagne |          |        |

### Mitrailleuses
|             | Origine    | Versions | Photos |
| ----------- | ---------- | -------- | ------ |
| M249        | États-Unis |          |        |
| Saco M60    | États-Unis |          |        |
| Browning M2 | États-Unis |          |        |
| FN MAG      | Belgique   |          |        |
| FN Minimi   | Belgique   |          |        |

### Roquette / Lance grenade
|                             | Origine    | Versions | Photos |
| --------------------------- | ---------- | -------- | ------ |
| M203                        | États-Unis |          |        |
| M32 MGL                     | États-Unis |          |        |
| M141 Bunker Defeat Munition | États-Unis |          |        |
| M72 LAW                     | États-Unis |          |        |
| RPG-7                       | Russie     |          |        |
| AT4                         | Suède      |          |        |

### Autres équipements
|                 | Origine  | Type | Photos |
| --------------- | -------- | ---- | ------ |
| FN P90          | Belgique |      |        |
| Franchi SPAS 12 | Italy    |      |        |

### Véhicule avec artillerie monté
|                    | Type | Origine    | Photo |
| ------------------ | ---- | ---------- | ----- |
| M40                |      | États-Unis |       |
| MK 19              |      | États-Unis |       |
| BGM-71 TOW,[TOW 2] |      | États-Unis |       |
| MILAN              |      | France     |       |
| 9M133 Kornet       |      | Russie     |       |
| ZU-23-2            |      | Russie     |       |

### Char
| Modèle  | Versions | Origine    | En Service | Photos |
| ------- | -------- | ---------- | ---------- | ------ |
| M60     | A3       | États-Unis | 10/56 TBD  |        |
| M48     | A5       | États-Unis | 105        |        |
| T-54/55 |          | Russie     | ~ 180      |        |

### Véhicule de combat d'infanterie
|                | Origine    | En service                 | Photos |
| -------------- | ---------- | -------------------------- | ------ |
| Humvee         | États-Unis | 1325                       |        |
| Panhard AML-90 | France     | 74                         |        |
| VBC-90         | France     | 25 TBD                     |        |
| VBL            | France     | TBD                        |        |
| Iveco LMV      | Italie     | 25 TBD                     |        |
| VAB Mephisto   | France     | 15 livrés à partir de 2017 | [ 7 ]  |

### Transport de troupe
| Modèle          | Versions      | Origine    | En Service     | Notes                  | Photos |
| --------------- | ------------- | ---------- | -------------- | ---------------------- | ------ |
| M113            | A2, A3        | États-Unis | 2000           | BGM-71 TOW et ZU-23-2. |        |
| AIFV-B-C25      |               | États-Unis | 16             |                        |        |
| VAB             | Mark III, TOP | France     |                |                        |        |
| KMW Grizzly     |               | Allemagne  | 5 TBD/ 85 TBC  | Février 2015           |        |
| VBTP-MR Guarani |               | Brésil     | 10 TBD /70 TBC | [ 8 ]                  |        |

### Obusiers
|          | Versions | Origine          | En Service | Photos |
| -------- | -------- | ---------------- | ---------- | ------ |
| M109-A3  | 155 mm   | États-Unis       | 12/24 TBD  |        |
| M198     | 155 mm   | États-Unis       | 179        |        |
| M114-A1  | 155 mm   | États-Unis       | 20         |        |
| M101-A1  | 105 mm   | États-Unis       | 15         |        |
| M102     | 105 mm   | États-Unis       | 10         |        |
| FH70     | 155 mm   | Union européenne | N/A        |        |
| ZSU-23-4 | 23 mm    | Russie           | 12         |        |
| D-30     | 122 mm   | Russie           | 42         |        |
| M-1938   | 122 mm   | Russie           | 33         |        |
| D-20     | 152 mm   | Russie           | N/A        |        |

### Artillerie tractée
|          | Versions | Origine | En Service | Photos |
| -------- | -------- | ------- | ---------- | ------ |
| M-46 gun | 130 mm   | Russie  | 25         |        |
| 2A36     | 152 mm   | Russie  |            |        |

### Lance-roquettes multiples
|            | Versions | Origine | En Service | Photos |
| ---------- | -------- | ------- | ---------- | ------ |
| BM-21 Grad | 122 mm   | Russie  | 30         |        |

### Véhicules
- Land Rover Defender 90
- M151 MUTTA2 Jeep/Milan/TOW/M40/M718
- CUCV M1008/M1009/M1010 Ambulance/M1028/M880/M882/M883/M885/M886 Ambulance
- Toyota Land Cruiser
- M998 HMMWV Cargo/Troop/TOW
- M1035 HMMWV Ambulance
- AIL M325 Command Car (en)
- Peugeot P4
- M35A1/A2/A3 (en)
- M577
- M109 Van
- M292 Van
- DAF YA-4442
- Kamaz 4310
- Berliet GBC 8KT 6×6
- Volkswagen Transporter (T5)
- Polaris Ranger 500 4×4
- Kawasaki Brute Force 750 4×4i

### Logistique
- M88A1 Recovery Vehicle
- M578 Light Recovery Vehicle (en)
- Minecat 230 Minesweeper
- Armtrac 100 Minesweeper
- Armtrac 75 Minesweeper
- Bozena Minesweeper
- Mini MineWolf
- Bulldozers (Armored and Non-armored)
- M52
- M54/M55 (en)
- M813, M816 Wrecker, M818
- M543 Wrecker
- M49A2 Fuel tank truck
- Ural 4320 Crane
- M915 (en)
- Volvo NL10/NL12
- GMC TopKick
- Hino Trucks
- Jeep Wagoneer Signal truck
- Autoneige Sno-Cat
- Thomas Built Buses
- Nissan Buses

### Simulateur
- Janus
- TOW anti-Char simulateurs
- Milan anti-Char simulateurs